# نیکلاس اسمیت (هنرپیشه)
 نیکولاس اسمیت (انگلیسی: Nicholas Smith؛ زادهٔ ۵ مارس ۱۹۳۴) یک هنرپیشه اهل بریتانیا است.
از فیلم‌ها یا برنامه‌های تلویزیونی که وی در آن نقش داشته است، می‌توان به والاس و گرومیت: نفرین موجود خرگوش‌نما اشاره کرد.